# Dolmen de la Pierre Levée (La Chapelle-Vendômoise)
Pour les articles homonymes, voir Pierre levée.
Le dolmen de la Pierre Levée (ou Relevée), appelé aussi la Table du Diable ou la Caillotte de Gargantua est un dolmen situé sur la commune de La Chapelle-Vendômoise, dans le département de Loir-et-Cher dans la région du Centre-Val de Loire en France.

## Historique
L'édifice est classé au titre des monuments historiques en 1889. Selon l'Abbé Simon et de Salaberry, le dolmen aurait été édifié en 1057 par Foulques l'Oison, comte de Vendôme, pour marquer la limite entre son domaine et celui de Thibault III, comte de Blois et de Champagne,. 

## Description
Le dolmen est du type dolmen à portique. Il comporte une chambre rectangulaire (4,50 m sur 2,50 m), recouverte de deux tables de couverture, délimitée par quatre orthostate (deux au nord, deux au sud) et une dalle de chevet (à l'ouest). La chambre ouvre à l'est, délimitée par les deux dalles du portique. Le portique comporte une seule table de couverture.
| Dalle                                                         | Longueur | Hauteur/Largeur |
| ------------------------------------------------------------- | -------- | --------------- |
| orthostate nord                                               | 3,20 m   | 1,65 m          |
| orthostate nord                                               | 1,35 m   | 1,70 m          |
| orthostate sud                                                | 4,20 m   | 1,70 m          |
| orthostate sud                                                | 1,60 m   | 1,80 m          |
| dalle de chevet                                               | 3,70 m   | 0,70 m          |
| table de couverture                                           | 5,00 m   | 3,50 m          |
| table de couverture                                           | 4,30 m   | 1,90 m          |
| pilier portique                                               | 1,20 m   | 1,60 m          |
| pilier portique                                               | 0,90 m   | 1,60 m          |
| Données : Inventaire des mégalithes de France, 3-Loir-et-Cher |          |                 |

Toutes les dalles sont en calcaire et meulière de Beauce. Elles ont pu être prélevées sur place. Les fouilles anciennes du monument n'ont livré aucun matériel archéologique.

## Folklore
Selon la tradition, le dolmen est une « caillotte » qui s'était introduite dans le soulier de Gargantua dont le géant se débarrassa en se déchaussant. Selon d'autres légendes, il aurait été bâti par les fées, et toutes les nuits il s'en échapperait une musique mélodieuse.